# Retrato de doador

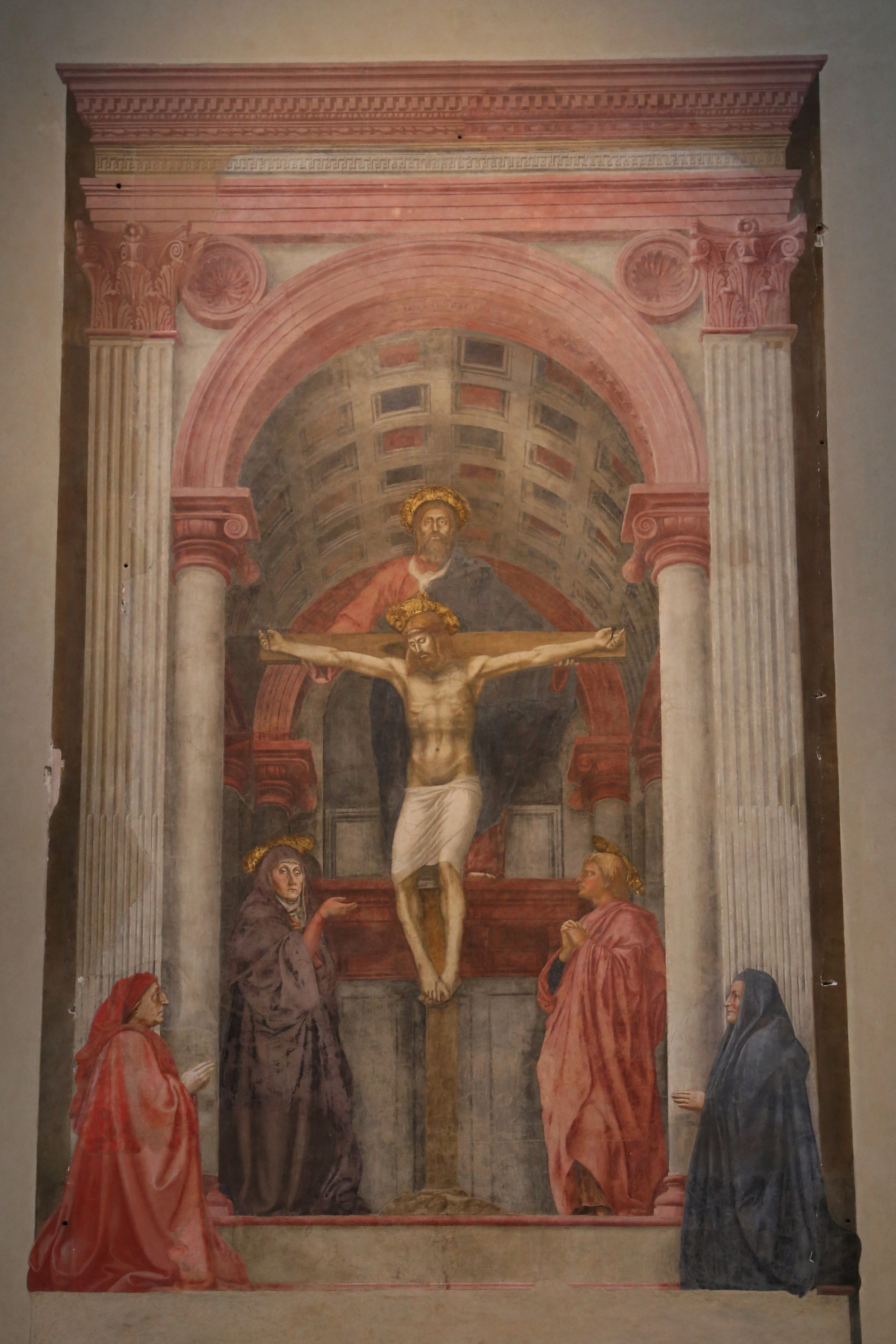
"Santíssima Trindade". Os dois doadores aparecem fora do espaço pictórico principal, onde estão a Santíssima Trindade e dois santos.
1425-6. Afresco de Masaccio em Santa Maria Novella, Florença.

Um retrato de doador ou retrato votivo é um retrato pictórico inserido numa pintura ou outra obra de arte maior mostrando a pessoa que encomendou e pagou pela imagem ou um membro de sua família. O termo "retrato de doador" geralmente é uma referência ao retrato (ou retratos) dos dos doadores apenas enquanto que "retrato votivo" podem também ser uma referência a toda uma obra de arte, incluindo, por exemplo, uma Madona, especialmente se o doador é muito proeminente. Contudo, nenhum dos dois termos é utilizado de forma consistente pelos historiadores da arte, como lembra Angela Marisol Roberts, e podem também ser utilizados para outros temas religiosos menores que provavelmente ficavam com o patrocinador e não eram doados para uma igreja.
Retratos de doador são muito comuns na arte religiosa, especialmente em pinturas, da Idade Média e do Renascimento, com o doador aparecendo em geral de joelhos num dos cantos inferiores em primeiro plano. Geralmente, mesmo no final do Renascimento, os retratos de doador, especialmente quando aparecia uma família inteira, eram representados numa escala muito menor do que as figuras centrais, desafiando a perspectiva linear. No final do século XV, os doadores passaram a aparecer integrados na cena principal, como espectadores ou mesmo participantes.

## Localização

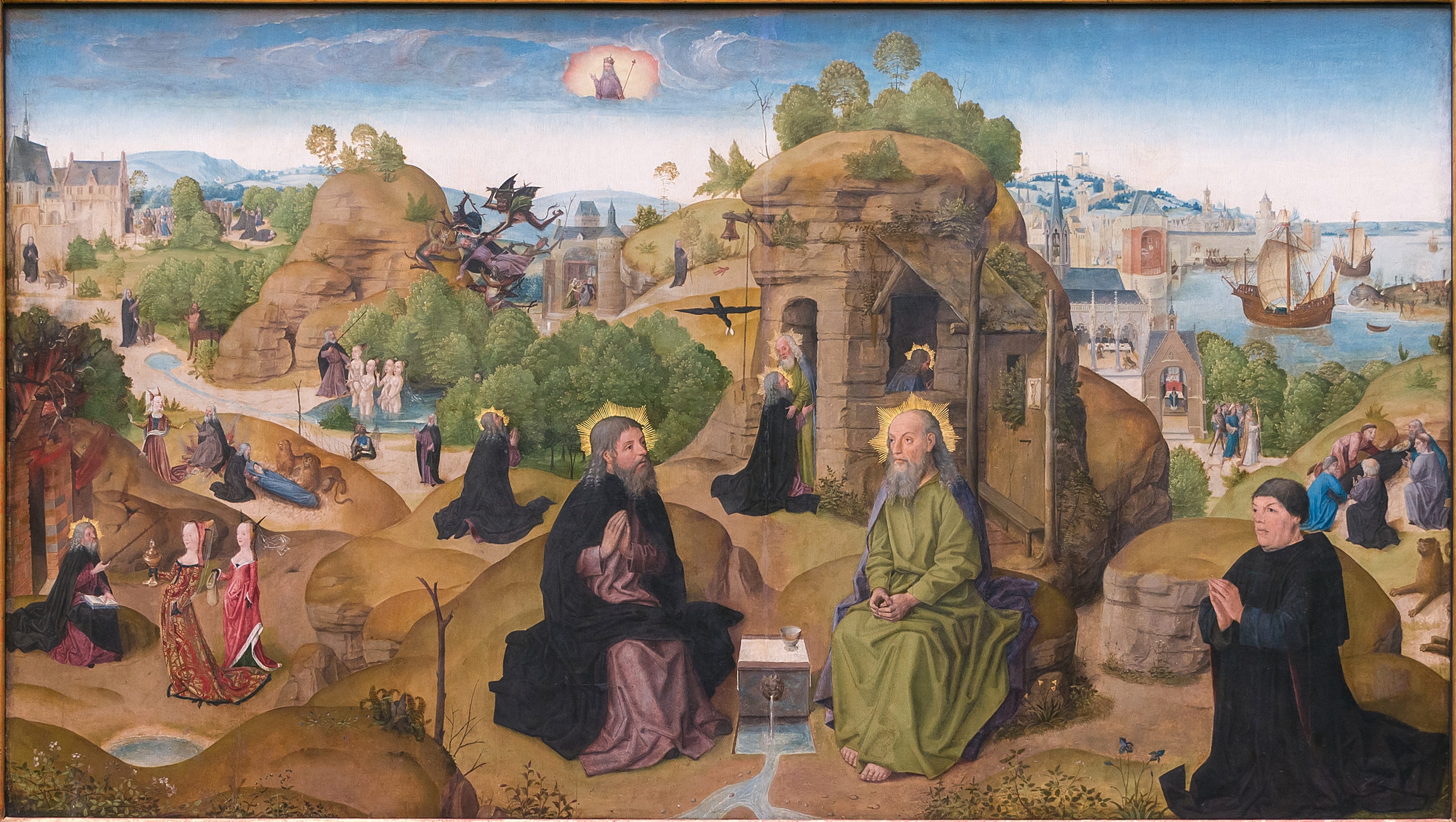
"História de Santo Antônio Eremita". O doador aparece no canto direito, em primeiro plano, numa escala maior ou igual a das diversas cenas retratadas na obra.
c. 1410-40. Por Meister der Heiligen Sippe der Ältere, atualmente na Antiga Pinacoteca de Munique.

O objetivo dos retratos de doador era lembrar o doador e sua família e, especialmente, solicitar orações para eles depois de suas mortes. Presentes para a igreja na forma de edifícios, peças-de-altar ou grandes vitrais eram geralmente acompanhados por termos que garantiam que missas em nome do doador seriam realizadas perpetuamente e acreditava-se que os retratos destas pessoas encorajava orações em seus nomes. Além disso, a exibição de retratos em lugares públicos era também uma expressão de status social; os retratos de doador assim se sobrepunham aos monumentos tumulares nas igrejas, cujo objetivo era o mesmo, com a vantagem de que os retratos de doador podiam ser exibidos com o doador ainda vivo. Finalmente, os retratos de doador da pintura primitiva neerlandesa sugerem que eles tinham ainda o objetivo de servirem como avatares ou modelos de pessoas em suas próprias orações e meditações — não para serem imitados como pessoas ideais, como santos, mas para servir de espelho para que o recipiente se veja em si mesmo e em seu estado de pecado, idealmente levando-o a um autoconhecimento e ao conhecimento de Deus. Fazê-lo durante uma oração está em linha com os conceitos medievais tardios sobre a oração, que desenvolver-se-ia na moderna devoção. Este processo pode ser intensificado se o modelo é o próprio doador.
Quando um edifício inteiro era financiado, uma escultura do patrono podia ser incluída na fachada ou em outros locais. A "Madona de Rolin", de Jan van Eyck, é uma pequena pintura na qual o doador, Nicolas Rolin, divide o espaço pictorial igualmente com a Madona e o Menino, mas Rolin doou grandes somas para sua igreja paroquial, onde o quadro era exibido, representada pela igreja que aparece na paisagem da cidade atrás dele, logo acima de suas mãos em oração.
Algumas vezes, como no caso do Retábulo de Ghent, os doadores aparecem na vista fechada de uma peça-de-altar de painéis laterais móveis ou somente neles, como é o caso do "Retábulo de Portinari" ou ainda apenas de um lado, como no "Retábulo de Mérode". Se eles aparecem dos dois lados, geralmente os homens estão à esquerda do espectador, o que representa o lugar de honra à direita do espaço pictórico. Em grupos familiares, as figuras estão geralmente divididas por gênero. Grupos de membros de confrarias, geralmente com suas esposas, também são comuns. Outros membros da família, por conta de nascimentos ou casamentos, podem ser adicionados mais tarde e as mortes podem ser registradas acrescentando-se pequenas cruzes em suas mãos em oração.
Pelo menos no norte da Itália e também nas grandes peças-de-altar e afrescos dos grandes mestres que atraem a maior parte da atenção dos historiadores da arte, havia um grupo mais numeroso de pequenos afrescos com um único santo e o doador em paredes laterais que podiam ser repintados tão logo o número de velas acesas à frente deles rareasse ou um outro rico doador precisasse de espaço para um grande ciclo de afrescos, como se revela num conto italiano do século XV:
| “ | E seguindo com o mestre-de-obras, examinando quais figuras deixar e quais destruir, o padre avistou um Santo Antônio e disse: "Salve este." Em seguida, ele encontrou uma figura de São Sano e disse: "Livre-se deste, pois, desde que eu me tornei padre, jamais vi alguém acender uma vela em frente dele e nem nunca ele me pareceu ser útil; portanto, mestre, livre-se dele" | ” |

## História

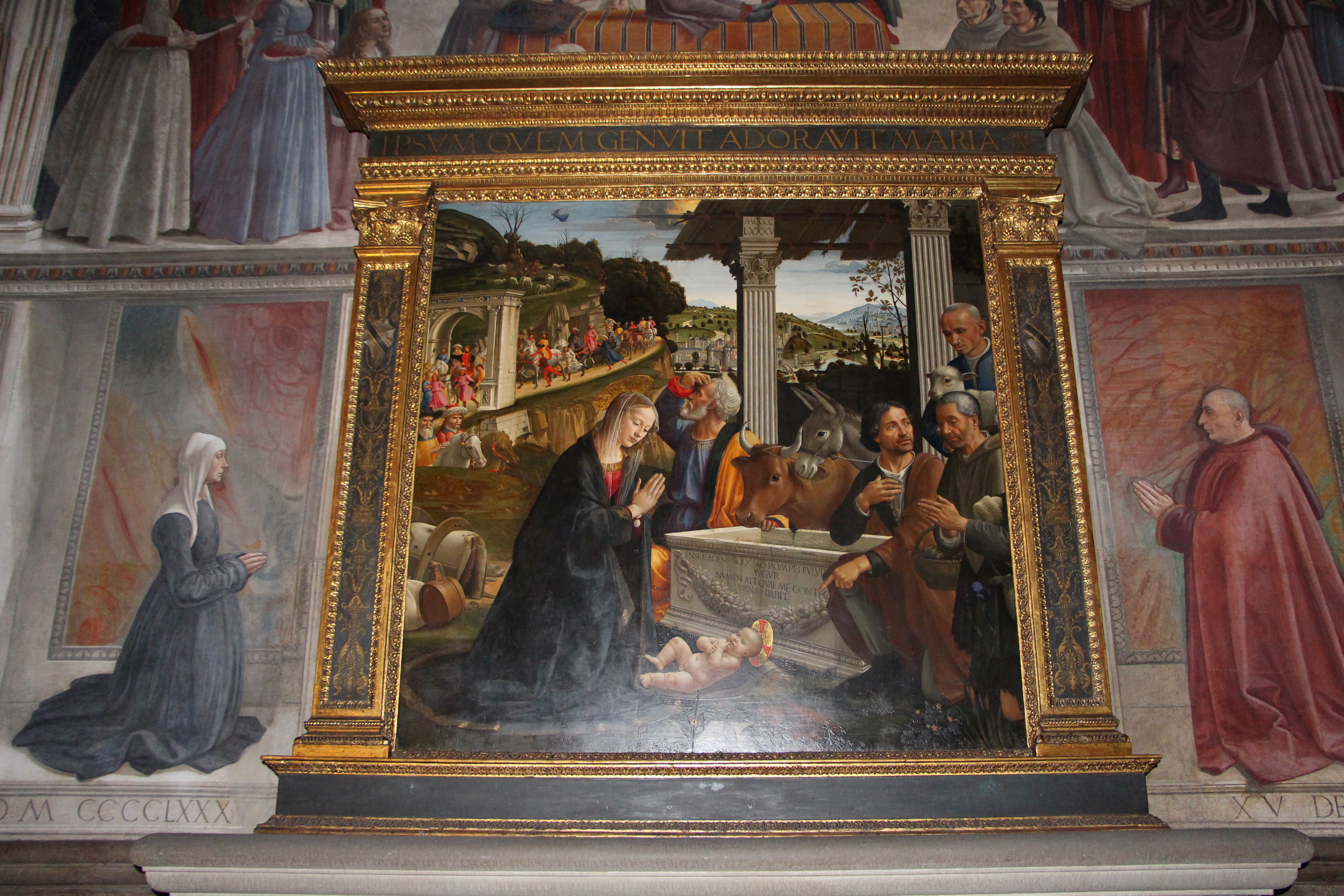
Uma composição com uma peça-de-altar e dois afrescos dos doadores à volta.
Por Domenico Ghirlandaio, na Cappella Sassetti na Igreja da Santa Trindade, em Florença.

Retratos de doador tem uma história contínua desde a Antiguidade Tardia e o exemplar num manuscrito do século VI, "Dioscórides de Viena", pode muito bem ser o reflexo de uma bem estabelecida tradição clássica há muito estabelecida, assim como os retratos do autor encontrados no mesmo manuscrito. Uma pintura nas Catacumbas de Comodila, de 528, mostra uma "Madona e o Menino" entronada, flanqueada por dois santos e acompanhada por Turtura, uma doadora, à frente do santo da esquerda, que apóia a mão sobre o ombro dela; composições muito similares tornar-se-iam muito populares um milênio depois. Outra tradição, com precedentes anteriores ao cristianismo, eram as imagens reais ou imperiais mostrando o monarca com uma figura religiosa, geralmente Cristo ou a Virgem Maria nos exemplares cristãos, com as figuras divinas e reais se comunicando entre si de algum forma. Embora nenhum tenha sobrevivido, há evidências literárias de retratos de doadores em pequenas capelas do período paleocristão, provavelmente continuando a tradição já estabelecida nos templos pagãos.
Os painéis em mosaico do século VI na Basílica de São Vital, em Ravena, sobre o imperador Justiniano I e a imperatriz Teodora com cortesões não são do tipo mostrando o monarca recebendo aprovação divina, mas cada um deles mostra um deles em pé, confiante, com um séquito de seguidores e olhando diretamente para o espectador. A escala e a composição são únicas entre as obras sobreviventes de grande porte. Também em Ravena está um pequeno mosaico de Justiniano, possivelmente originário do painel de Teodorico, o Grande, na Basílica de Sant'Apollinare Nuovo. Na Alta Idade Média, um grupo de retratos em mosaico em Roma dos papas que construíram ou reformaram a igreja onde estão mostram figuras em pé segurando modelos do edifício, geralmente entre um grupo de santos. Gradualmente, estas tradições se fizeram presente também nas camadas mais baixas da sociedade, especialmente em manuscritos iluminados, onde os retratos são geralmente de autor, pois os manuscritos eram criados para o uso pessoal da pessoa que os encomendou. Numa capela em Mals, no Tirol Meridional, há dois retratos de doador em afresco de antes de 881, um leigo e o outro, um clérigo tonsurado segurando um modelo do edifício. Nos séculos seguintes, bispos, abades e outros clérigos foram os doadores mais conspícuos, além da realeza, e mantiveram-se proeminentes nos períodos seguintes.
Retratos de doador de nobres e ricos comerciantes tornaram-se populares no século XV, na mesma época que os retratos em painéis estava começando a se popularizar entre este público — embora haja provavelmente mais retratos de doador em grandes obras de arte em igrejas sobreviventes de antes de 1450 do que retratos em painéis. Um formato neerlandês muito comum em meados do século era o pequeno díptico com uma "Madona com o Menino", geralmente no painel esquerdo e um doador no direito — o doador, neste caso, o proprietário, pois estes objetos eram geralmente instalados na casa do patrocinador. Nestes, o retrato pode assumir uma postura de oração ou uma pose mais próxima do sujeito num retrato puramente secular. O "Díptico de Wilton", de Ricardo II da Inglaterra, é um precursor deste tipo. Em alguns destes dípticos, o retrato do doador original foi repintado com o de um outro posterior.
Uma convenção particular dos manuscritos iluminados era o "retrato de apresentação", no qual o manuscrito se iniciava com uma figura, geralmente ajoelhada, presenteando o manuscrito ao seu proprietário ou, às vezes, o proprietário encomendando a obra. A pessoa apresentando pode ser um cortesão presenteando seu príncipe, mas é geralmente o autor ou o escriba que recebeu para criar o manuscrito.

Tríptico da Família Moreel
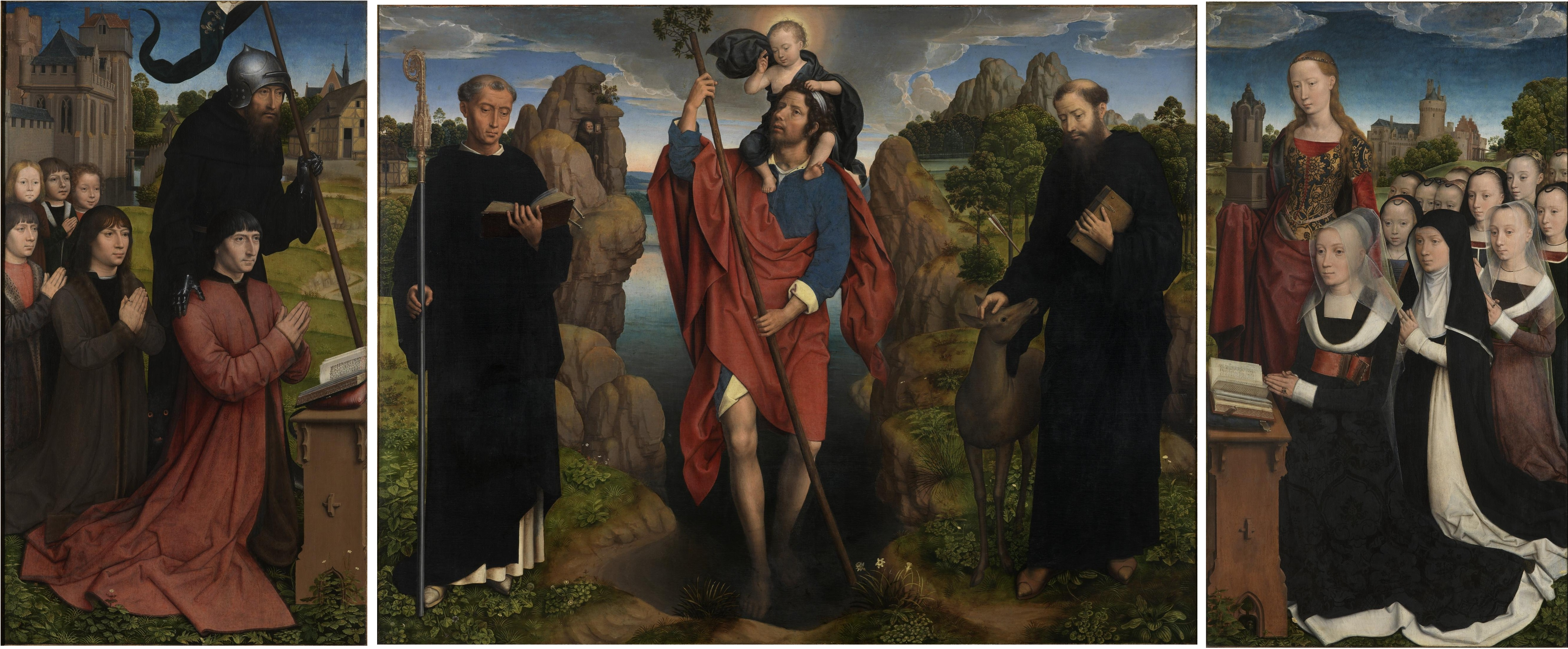
À esquerda do espectador (à direita na imagem, a posição de honra) está o lado masculino, onde aparecem o pai, Wilhelm Moreel, e seus cinco filhos homens apoiados pelo seu santo padroeiro. Do lado direito está sua esposa e suas filhas. No centro, São Cristóvão e o Menino Jesus e mais dois santos. c. 1410. Por Hans Memling e atualmente no Museu Groeninge, em Bruges

## Iconografia dos retratos de doador na pintura

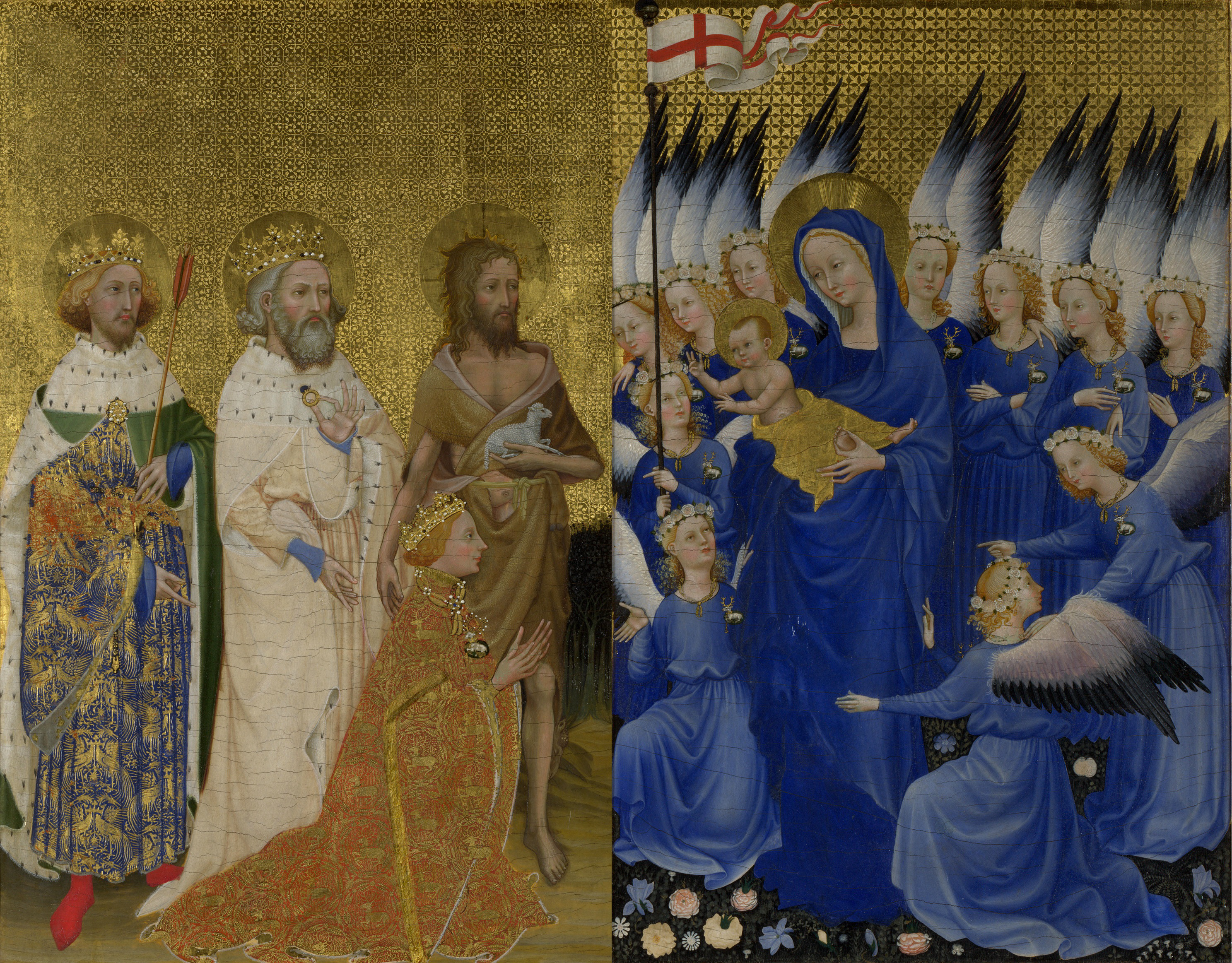
"Díptico de Wilton", de Ricardo II da Inglaterra, atualmente na National Gallery (Londres).

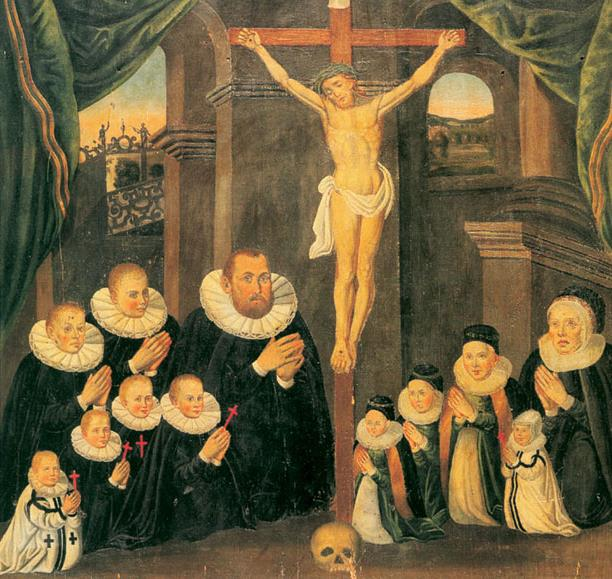
Um próspero vidraceiro e sua família, 1596. As duas crianças em roupas brancas com costuras pretas aparentemente morreram antes da pintura ficar pronta. As outras cinco com cruzes nas mãos provavelmente morreram depois e tiveram as cruzes acrescentadas à pintura.

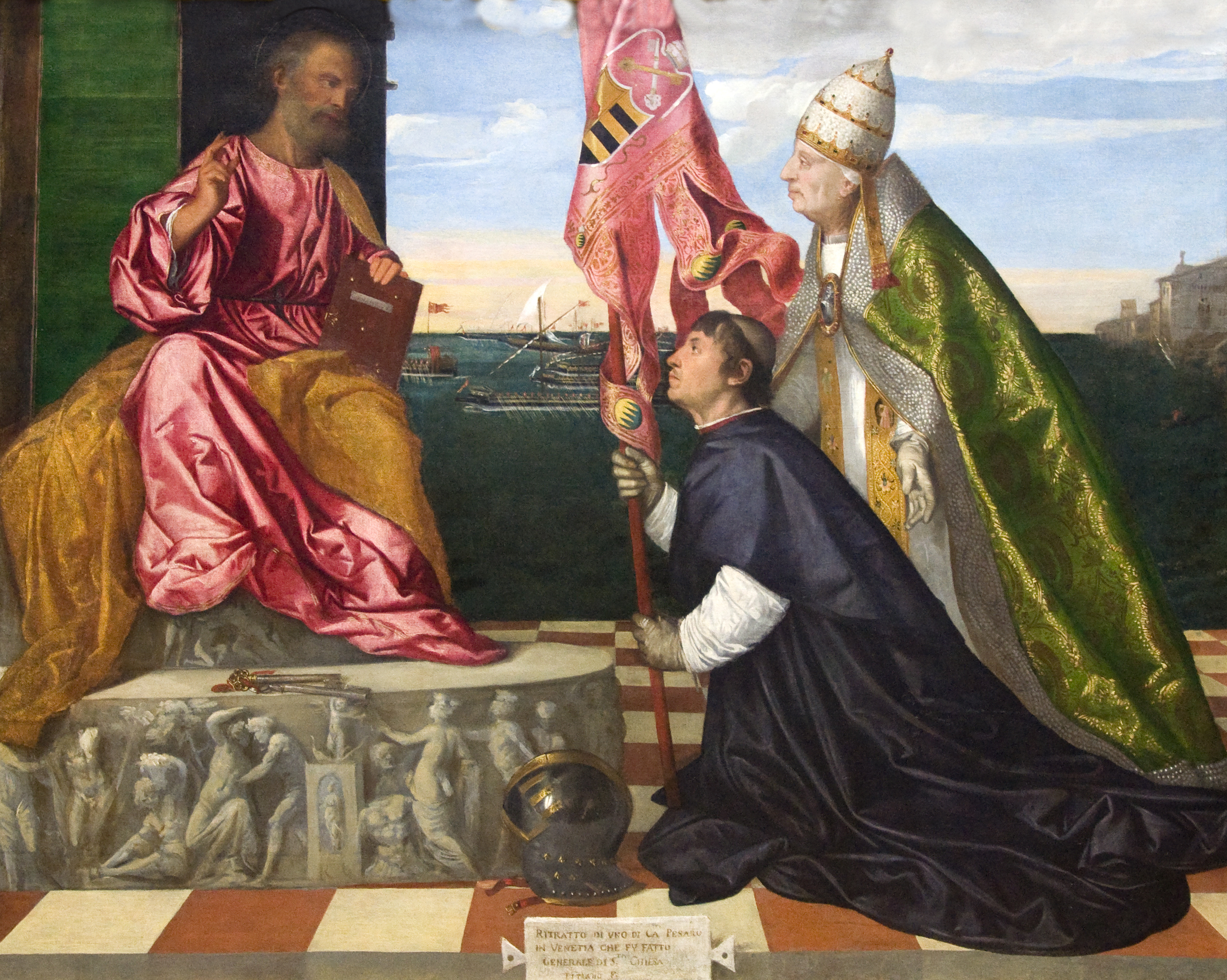
"Jacopo Pesaro apresentado a São Pedro pelo papa Alexandre VI".
1506-11. Por Ticiano e atualmente no Museu Real de Belas Artes de Antuérpia.

Durante a Idade Média, as imagens do doador eram geralmente representadas numa escala muito menor do que a das figuras sagradas, o que, segundo Dirk Kocks, só se alteraria no século XIV, embora exemplos anteriores em manuscritos existam. Uma convenção posterior determinava que as figuras teriam cerca de três-quartos do tamanho das principais. A partir do século XV, os primeiros pintores neerlandeses, como Jan van Eyck, passaram a integrar, com variados graus de sutileza, retratos de doadores no espaço pictórico da cena principal de peças-de-altar na mesma escala que a das figuras principais.
Um estilo comparável pode ser encontrado na pintura florentina da mesma data, como na "Santíssima Trindade" (1425-8), de Masaccio, em Santa Maria Novella, na qual, porém, os doadores aparecem ajoelhados num parapeito fora e abaixo do cenário arquitetural principal. Esta inovação, porém, só apareceu na pintura veneziana na virada do século seguinte. Normalmente, as figuras principais ignoram a presença dos intrusos nas cenas narrativas, embora santos espectadores possam aparecer colocando uma mão no ombro de um doador num painel lateral. Mas em temas devocionais, como uma "Madona com o Menino", que eram quase sempre instalados na casa do doador, as figuras principais podem olhar para um doador ou abençoá-lo.
Antes do século XV, não se tentava imitar as feições do doador ou não se conseguia fazê-lo; os indivíduos representados podiam não estar disponíveis para o artista ou podiam estar mortos. Em meados do século XV, este já não era mais o caso e os doadores dos quais conhecemos outros retratos mostram que suas feições foram cuidadosamente pintadas.
Em cenas narrativas, os doadores passaram a aparecer misturados entre os demais participantes da cena representada, uma inovação que pode ter sido introduzida por Rogier van der Weyden, em cujas obras eles podem ser geralmente distinguidos por suas caras roupas da época. Em Florença, onde já existia a tradição de incluir retratos dos notáveis da cidade em cenas de multidões (mencionada por Leon Battista Alberti), a "Procissão dos Magos" (1459-61), de Benozzo Gozzoli (1459–61), que decorava uma capela privada do Palazzo Medici, é dominada pela glamorosa procissão contendo mais retratos dos Medici e seus aliados do que é possível atualmente identificar. Já em 1490, quando o grande ciclo em afrescos da Capela Tornabuoni, de Domenico Ghirlandaio, foi completado, membros da família e políticos aliados da família Tornabuoni foram retratados na cena, além dos convencionais retratos de Giovanni Tornabuoni e sua esposa, de joelhos. Numa passagem muito citada, John Pope-Hennessy caricaturou os doadores italianos do século XVI:
| “ | A moda dos retratos coletivos cresceu e cresceu ...status e a realização de retratos se imiscuíram inextricavelmente e não há quase nada que patronos não farão para se introduzirem em pinturas; atirarão pedras em mulheres condenadas por adultério, farão a limpeza depois de martírios, servirão a mesa em Emaús ou na casa do fariseu. Os idosos na história de Susana eram uma das poucas figuras que venezianos respeitáveis não desejam personificar. ...a única contingência que eles não previram foi a que de fato ocorreu, que suas faces sobreviveriam, mas seus nomes se perderiam. | ” |

Na Itália, doadores ou proprietários eram raramente representados personificando grandes figuras religiosas, mas nas cortes da Europa Setentrional há vários exemplos desta prática no final do século XV e início do século XVI, principalmente em pequenos painéis de uso privado. O mais famoso destes é o retrato de Agnès Sorel (m. 1450), a amante de Carlos VII da França, como a "Virgem Amamentando" (Virgo Lactans) em um painel de Jean Fouquet..
Retratos de doador em obras para igrejas ou para representações heráldicas muito proeminentes foram proibidos pelos intérpretes clericais dos vagos decretos sobre a arte sacra do Concílio de Trento, como São Carlos Borromeo, mas sobreviveram bastante ainda no período barroco e acabaram dando origem a um equivalente secular na pintura histórica, embora neste caso fosse bastante mais comum que as figuras principais recebessem as feições do doador. Um exemplo bastante tardio do antigo formato neerlandês de tríptico com os doadores nos painéis laterais é o "Tríptico Rockox" (1613-5), de Rubens, que ficava originalmente numa igreja, acima do túmulo dos doadores, e agora está no Museu Real de Belas Artes de Antuérpia. O painel central mostra a "Incredulidade de São Tomé" e a obra como um todo é ambígua sobre se os doadores foram representados ocupando o mesmo espaço que a cena sagrada ou não, com indicações distintas em ambas as direções.
Um outro desenvolvimento secular foi o retrato histórico, no qual grupos de pessoas posavam como figuras mitológicas ou históricas. Um dos mais famosos e incríveis deste tipo de retratos de doadores típico do barroco é o conjunto de retratos da família Cornaro, que posaram em camarotes, como se estivessem num teatro, de ambos os lados da famosa peça-de-altar "Êxtase de Santa Teresa" (1652), de Bernini. A origem da tradição parece derivar de afrescos de Pellegrino Tibaldi, de um século antes, que já utilizava os mesmos conceitos, e ainda estão na Capela Poggi, em San Giacomo Maggiore, em Bolonha.
Embora os retratos de doador tenham sido relativamente pouco estudados como um gênero distinto, tem havido mais interesse por eles em anos recentes e debate-se sobre a relação deles, na Itália, com a ascensão do individualismo e a irrupção do Renascimento. Discute-se também as mudanças na sua iconografia depois da Peste Negra no meio do século XIV.